# 슈렉 (시리즈)
슈렉 시리즈는 2001년 개봉한 드림웍스 애니메이션사(社)의  컴퓨터 애니메이션 시리즈다. 미국 작가 윌리엄 스타이그(William Steig)의 동명 그림동화 "Shrek!"을 원작으로 제작되었다. 앤드루 애덤슨, 크리스 밀러 등이 연출하였으며, 슈렉 역의 마이크 마이어스, 동키 역의 에디 머피, 피오나 역의 캐머런 디애즈 등이 목소리 출연했다.
슈렉(2001), 슈렉 2(2004), 슈렉 3(2007), 슈렉 포에버(2010)의 총 네 편으로 구성된 슈렉 시리즈는 전미 약 12억 7000만 달러, 전 세계적으로 약 29억 6000천만 달러의 수익을 기록하였다.  특히, 1편 슈렉은 2001년에 아카데미 장편 애니메이션상을 최초로 수상하고 각색상에 노미네이트되었으며, 영국 아카데미상 (BAFTA)에서 여섯 부문에 노미네이트되었고, 에디 머피가 남우조연상을 수상하였다.

## 개봉 정보
| 제목            | 개봉일          | 한국 개봉일     | 상영시간 | 감독          | 시나리오 작가                          |
| --------------- | --------------- | --------------- | -------- | ------------- | -------------------------------------- |
| 《슈렉》        | 2001년 7월 7일  | 2001년 7월 6일  | 90분     | 앤드루 애덤슨 | 테드 엘리엇, 테리 로지오, 조 스틸먼 등 |
| 《슈렉 2》      | 2004년 6월 18일 | 2004년 6월 18일 | 93분     | 앤드루 애덤슨 | 앤드루 애덤슨, 조 스틸먼 등            |
| 《슈렉 3》      | 2007년 6월 14일 | 2007년 6월 6일  | 93분     | 크리스 밀러   | 에런 워너 등                           |
| 《슈렉 포에버》 | 2010년 7월 1일  | 2010년 7월 1일  | 93분     | 마이크 미첼   | 조시 클라우스너 등                     |
| 《슈렉 5》      | 2026년 7월 1일  | 2026년          | 분       | 월트 돈       | 크리스 멜러댄드리                      |
| 총합            |                 |                 | 369분    |               |                                        |

## 출연진

### 슈렉
슈렉의 출연진
| 앤드루 애덤슨 (Andrew Adamson) 등 | 연출                         |
| 마이크 마이어스 (Mike Myers)      | 슈렉 역                      |
| 에디 머피 (Eddie Murphy)          | 동키 역                      |
| 캐머런 디애즈 (Cameron Diaz)      | 피오나 역(슈렐리)            |
| 존 리스고 (John Lithgow)          | 파콰드 경 역                 |
| 뱅상 카셀 (Vincent Cassel)        | 무슈 후드 역                 |
| 크리스 밀러 (Chris Miller)        | 제페토, 마법의 거울 역       |
| 코디 캐머런 (Cody Cameron)        | 피노키오, 아기돼지 삼형제 역 |
| 마이클 갈라소 (Michael Galasso)   | 피터 팬 역                   |

### 슈렉2
슈렉 2의 출연진
| 앤드루 애덤슨 (Andrew Adamson) 등    | 연출                |
| 마이크 마이어스 (Mike Myers)         | 슈렉 역             |
| 에디 머피 (Eddie Murphy)             | 동키 역             |
| 캐머런 디애즈 (Cameron Diaz)         | 피오나 역(슈렐리)   |
| 안토니오 반데라스 (Antonio Banderas) | 장화 신은 고양이 역 |
| 줄리 앤드루스 (Julie Andrews)        | 왕비 역             |
| 존 클리즈 (John Cleese)              | 해럴드 왕 역        |
| 루퍼트 에버렛 (Rupert Everett)       | 차밍 왕자 역        |
| 제니퍼 손더스 (Jennifer Saunders)    | 요정 대모 역        |

### 슈렉3
슈렉 3의 출연진
| 크리스 밀러 (Chris Miller) 등         | 연출                |
| 마이크 마이어스 (Mike Myers)          | 슈렉 역             |
| 에디 머피 (Eddie Murphy)              | 동키 역             |
| 캐머런 디애즈 (Cameron Diaz)          | 피오나 역(슈렐리)   |
| 안토니오 반데라스 (Antonio Banderas)  | 장화 신은 고양이 역 |
| 줄리 앤드루스 (Julie Andrews)         | 왕비 역             |
| 존 클리즈 (John Cleese)               | 해럴드 왕 역        |
| 루퍼트 에버렛 (Rupert Everett)        | 차밍 왕자 역        |
| 에릭 아이들 (Eric Idle)               | 멀린 역             |
| 저스틴 팀버레이크 (Justin Timberlake) | 아티 역             |

### 슈렉 포에버
슈렉 포에버의 출연진
| 마이크 미첼 (Mike Mitchell)          | 연출                |
| 마이크 마이어스 (Mike Myers)         | 슈렉 역             |
| 에디 머피 (Eddie Murphy)             | 동키 역             |
| 캐머런 디애즈 (Cameron Diaz)         | 피오나 역(슈렐리)   |
| 안토니오 반데라스 (Antonio Banderas) | 장화 신은 고양이 역 |
| 줄리 앤드루스 (Julie Andrews)        | 왕비 역             |
| 존 클리즈 (John Cleese)              | 해럴드 왕 역        |
| 월트 돈 (Walt Dohrn)                 | 럼펠스틴스킨 역     |

## 흥행 실적
| 제목        | 전미 박스오피스 | 해외         |
| ----------- | --------------- | ------------ |
| 슈렉        | $267,665,011    | $216,744,207 |
| 슈렉 2      | $441,226,247    | $478,612,511 |
| 슈렉 3      | $322,719,944    | $476,238,218 |
| 슈렉 포에버 | $238,736,787    | $513,864,080 |

## 단편 영화
- 《슈렉 4-D》
- 《Far Far Away Idol》
- 《슈렉 더 홀스》
- 《Scared Shrekless》
- 《Donkey’s Caroling Christmas-tacular》
- 《Thriller Night》
- 《The Pig Who Cried Werewolf》

## 같이 보기
- 모리스 티예en:The French Angel, Maurice Tillet) - 슈렉의 모델이 된 실존인물